# Lukáš Hutla
Lukáš Hutla (*2. prosince 1988) je český jezdec na ledové ploché dráze.
Na mistrovství světa v roce 2015 získal bronzovou medaili v kategorii národních týmů spolu s Antonínem Klatovským jr. a Janem Klatovským.
Se svým otcem Radkem Hutlou vyhrál v roce 2017 mistrovství republiky družstev a v jednotlivcích získal stříbro. V roce 2025 se stal mistrem republiky v jednotlivcích, které se konalo v Hamru na Jezeře. Ve stejném roce vyhrál mistrovství Evropy a stal se prvním medailistou v historii České republiky a Československa.